# Iłko Semerdżiew
Iłko Todorow Semerdżiew, bułg. Илко Тодоров Семерджиев (ur. 25 sierpnia 1959 w miejscowości Goce Dełczew) – bułgarski polityk i lekarz, w latach 1999–2001 i w 2017 minister zdrowia, w 2017 także wicepremier.

## Życiorys
W 1984 ukończył studia na wydziale stomatologicznym akademii medycznej w Sofii. Kształcił się następnie w zakresie zdrowia publicznego i zarządzania służbą zdrowia na uczelniach m.in. w Niemczech i Stanach Zjednoczonych. W 2002 uzyskał magisterium z zarządzania na uczelni w Burgasie.
Podjął praktykę w zawodzie lekarza, na początku lat 90. zajmował stanowisko dyrektora jednego ze szpitali w Sofii. W 1989 współtworzył bułgarski związek lekarzy, pełnił funkcję wiceprzewodniczącego tej organizacji. W 1993 był wiceministrem zdrowia w gabinecie Lubena Berowa. Od 1994 zarządzał jednym z programów Phare w ministerstwie zdrowia. Ponownie powołany na urząd wiceministra w 1997 przez Stefana Sofijanskiego, pozostał na nim również w rządzie Iwana Kostowa. W tym ostatnim w marcu 1999 awansowany na ministra zdrowia, resortem kierował do lipca 2001.
Po 2001 związany z instytucjami zajmującymi się ubezpieczeniami zdrowotnymi. Był jednym z założycieli powołanego w 2004 ugrupowania Demokraci na rzecz Silnej Bułgarii, które opuścił w 2014, krytykując współpracę DSB z partią GERB Bojka Borisowa. W styczniu 2017 mianowany wicepremierem oraz ministrem zdrowia w przejściowym gabinecie Ognjana Gerdżikowa. Zakończył pełnienie tych funkcji wraz z całym rządem w maju 2017.